# Georges Leonardos
Georges Leonardos (en grec moderne : Γιώργος Λεονάρδος), né le 20 février 1937, est un journaliste et écrivain grec, spécialiste du roman historique.

## Biographie
Né en février 1937 à Alexandrie en Égypte où il a vécu jusqu'en 1954. Élève au lycée grec de la ville et fervent lecteur d'ouvrages de fiction et d'histoire, il publie ses petits récits dans Tahidromos et Anatolie - quotidiens grecs de la ville - en 1953.
En 1954, il s'installe en Grèce et s'inscrit d'abord à l'École des Sciences Physiques de l'Université Aristote de Thessalonique. Ensuite, attiré par la profession de journaliste, il suit ses études à l'Institut Gréco-américain (École Spyrou Mela) de 1959 à 1961.
Comme journaliste, il a travaillé au Bulletin d'Informations et est devenu par la suite rédacteur du journal Kathimerini (1961-1964) puis premier correspondant de l'Agence de presse d'Athènes à Belgrade en 1964 et à New York en 1976. 
Il a travaillé comme journaliste en chef et reporter auprès d'un grand nombre de journaux grecs comme Apogevmatini (en), Messimvrini, Eléftheros Týpos, Eleftherotypia, Ethnos (el) et aussi comme chroniqueur au journal financier Kerdos (el).
Plus tard en 1977, à New York il a assumé les fonctions de directeur et correspondant du journal local grec Ethnikos Kirikas. Il a été également présentateur à la télévision publique Ellinikí Radiofonía Tileórasi et sur la chaîne privée ANT1.
Il a pris part, en tant que journaliste, à des missions pendant la guerre du Viêt Nam, à la guerre Iran-Irak et à la guerre du Golfe, à des Conférences de Haut Sommet comme celle de l'« European Broadcasting Union » en 1975 à Constantinople, à divers congrès et à Eurovision aussi.
Il est membre de l'ESIEA (Association des rédacteurs de la presse quotidienne à Athènes (en)) et de la Société nationale des écrivains grecs (el).
Il vit à Athènes.

## Prix et distinctions honorifiques
Georges Leonardos s'est surtout occupé de littérature et de romans. Pour ses romans historiques Mara, la Sultane chrétienne et La belle au Bois dormant de Mistra il a obtenu le prix du meilleur roman historique de l'Association grecque des études chrétiennes en 2001 et 2005. En 2006 il a reçu le Prix de la Fondation Botsis pour ses services au journalisme et à la littérature.
En 2008, il a été attribué avec le prix supérieur d'État Grec pour le meilleur roman de l'année, pour son roman historique Le dernier Palaeologue.

## Ouvrages

### Romans historiques
- Barbarossa, le pirate, publié aussi en Grande Bretagne, en Turquie, en Italie et en Espagne.
- Mara, la Sultane chrétienne et Marie Madeleine publiés aussi en Turquie et en Serbie.
- La Belle au Bois dormant de Mistra publié aussi en Italie.
- Trilogie sur l'époque des Palaeologues, édités par "NEA SYNORA" A..A Livanis :
  - Michel VIII Palaeologue L'Elefterotis (le libérateur)
  - Les Palaeologues
  - Le dernier des Palaeologues
- Sophia Palaeologina - De Byzance à la Russie.

### Autres ouvrages
- Le canapé rouge de la grand-mère, 1992.
- La maison au-dessus des catacombe, 1993
- Eva
- Les amants de la terre
- Les pôles de l'aimant
- Le chant de l'âme
- La Rhapsodie Alexandrienne

### Études
- Dictionnaire grec-anglais sur la terminologie militaire, 1980
- La structure du roman, 2000

### Sources
- ΤΟ ΒΗΜΑ
- « ΤΑ ΝΕΑ » για τον Γ.Λ. και την τριλογία του για τους Παλαιολόγους
- « ΕΛΕΥΘΕΡΟΤΥΠΙΑ »
- « Ο ΑΓΓΕΛΙΟΦΟΡΟΣ »
- « ΕΛΕΥΘΕΡΟΣ ΤΥΠΟΣ »
- Who's Who (1979) p. 363
- Who's Who Metron (1995)p. 452
- The European Who's Who (2002-2003) p. 1047
- National Book Center of Greece